# Bāb Rūdī
Bāb Rūdī (persiska: Bāb Dūrī, باب دوری, باب رودی) är en ort i Iran.   Den ligger i provinsen Kerman, i den centrala delen av landet, 700 km sydost om huvudstaden Teheran. Bāb Rūdī ligger 2 255 meter över havet och antalet invånare är 106.
Terrängen runt Bāb Rūdī är kuperad söderut, men norrut är den platt.Runt Bāb Rūdī är det glesbefolkat, med 15 invånare per kvadratkilometer. Närmaste större samhälle är Shahrak-e Pābedānā, 17,8 km nordväst om Bāb Rūdī. Omgivningarna runt Bāb Rūdī är i huvudsak ett öppet busklandskap.